# Кубок Словаччини з футболу 2014—2015
Кубок Словаччини з футболу 2014–2015 — 22-й розіграш кубкового футбольного турніру в Словаччині. Титул вперше поспіль здобув клуб Тренчин.

## Календар
| Раунд           | Дата                                                     |
| --------------- | -------------------------------------------------------- |
| Перший раунд    | 19, 26, 27, 29, 30 липня, 6 серпня 2014                  |
| Другий раунд    | 12, 13, 20, 27 серпня, 10 вересня 2014                   |
| Третій раунд    | 2, 3, 9, 10, 23, 24 вересня, 1 жовтня, 12 листопада 2014 |
| Четвертий раунд | 8, 14, 15, 21, 22 жовтня, 19 листопада 2014              |
| 1/8 фіналу      | 12, 15, 25 листопада 2014, 3 березня 2015                |
| 1/4 фіналу      | 17-18 березня 2015                                       |
| Півфінали       | 7-8 та 21 квітня 2015                                    |
| Фінал           | 1 травня 2015                                            |

## Четвертий раунд
| Команда 1                   | Рахунок         | Команда 2                        |
| --------------------------- | --------------- | -------------------------------- |
| 8 жовтня 2014               |                 |                                  |
| Слован (Немшова) (3)        | 1:4             | Кошице                           |
| 14 жовтня 2014              |                 |                                  |
| Нове Замки (3)              | 1:3             | ДАК 1904 (Дунайська Стреда)      |
| Земплін (Михайлівці) (2)    | 0:3             | ВіОн Злате Моравце               |
| 15 жовтня 2014              |                 |                                  |
| МФК Локомотива (Зволен) (2) | 0:2             | Тренчин                          |
| ОФК Дунайська Лужня (3)     | 1:0             | Татран (Ліптовський Мікулаш) (2) |
| Чадца (3)                   | 1:3             | Слован Дусло (Шаля) (2)          |
| Кремнічка (3)               | 0:2             | Попрад (2)                       |
| Подлавіце (Бадін) (4)       | 2:1             | Інтер (Братислава) (3)           |
| Рожнява (4)                 | 1:1 дч пен. 5:4 | МСК Фомат Мартін (3)             |
| Слован (Тепліце) (4)        | 0:7             | Спартак (Трнава)                 |
| МФК Нова Баня (3)           | 0:2             | Сениця                           |
| Слован (Попроч) (4)         | 1:2             | Рогожнік (3)                     |
| Нітра (2)                   | 2:1             | Середь (2)                       |
| 21 жовтня 2014              |                 |                                  |
| Партизан (Бардіїв) (2)      | 0:1             | Дукла (Банська Бистриця)         |
| 22 жовтня 2014              |                 |                                  |
| Рача (3)                    | 0:6             | Жиліна                           |
| 19 листопада 2014           |                 |                                  |
| МФК Скалиця (2)             | 3:5             | Слован                           |

## 1/8 фіналу
| Команда 1               | Рахунок         | Команда 2                   |
| ----------------------- | --------------- | --------------------------- |
| 12 листопада 2014       |                 |                             |
| ОФК Дунайська Лужня (3) | 1:2             | Дукла (Банська Бистриця)    |
| Слован Дусло (Шаля) (2) | 0:0дч пен. 5:3  | Попрад (2)                  |
| Подлавіце (Бадін) (4)   | 0:1             | Кошице                      |
| Рожнява (4)             | 0:2             | ДАК 1904 (Дунайська Стреда) |
| ВіОн Злате Моравце      | 1:3             | Тренчин                     |
| 15 листопада 2014       |                 |                             |
| Рогожнік (3)            | 1:4             | Сениця                      |
| 25 листопада 2014       |                 |                             |
| Жиліна                  | 1:1 дч пен. 3:4 | Спартак (Трнава)            |
| 3 березня 2015          |                 |                             |
| Слован                  | 5:2             | Нітра (2)                   |

## Чвертьфінали
| Команда 1                | Рахунок         | Команда 2                   |
| ------------------------ | --------------- | --------------------------- |
| 17 березня 2015          |                 |                             |
| Спартак (Трнава)         | 1:2             | Сениця                      |
| Дукла (Банська Бистриця) | 4:1             | Слован Дусло (Шаля) (2)     |
| 18 березня 2015          |                 |                             |
| Кошице                   | 1:1 дч пен. 2:3 | ДАК 1904 (Дунайська Стреда) |
| Тренчин                  | 2:1             | Слован                      |

## Півфінали
| Команда 1                   | Заг.         | Команда 2                | 1-й матч | 2-й матч |
| --------------------------- | ------------ | ------------------------ | -------- | -------- |
| 7-8/21 квітня 2015          |              |                          |          |          |
| ДАК 1904 (Дунайська Стреда) | 1:1 пен. 5:6 | Сениця                   | 1:0      | 0:1 дч   |
| Тренчин                     | 3:0          | Дукла (Банська Бистриця) | 2:0      | 1:0      |

## Фінал
| 1 травня 2015 18:15 (CET) |

| Тренчин                     | 2:2 дч   | Сениця                             |
| --------------------------- | -------- | ---------------------------------- |
| Ібрагім 36' ван Кессел 110' | Протокол | Чоглей 4' (автогол) Калабішка 114' |

| НТЦ Попрад, Попрад Глядачів: 3 473 Арбітр: Річард Труц |

|                                        |     | Пенальті                                         |  |
| ван Кессел · Лоботка · Мондек · Рундич | 3:2 | Майтан · Глоховський · Опіела · Коня · Калабішка |  |